# Junction City (Wisconsin)
Pour les articles homonymes, voir Junction City.
Junction City est un village du comté de Portage, dans l'État du Wisconsin, aux États-Unis. En 2020, il comptait une population de 420 habitants.